# 祝町 (新潟市)
祝町（いわいまち）は、新潟県新潟市中央区の地名。丁番を持たない単独町名であり、住居表示未実施区域。郵便番号は951-8074。

## 地理
信濃川河口付近左岸を占める古町通の下手（北側）にあたる下町（しもまち）と呼ばれる旧市街地の一角であり、住宅地が大半を占める。東で浮洲町、西で元祝町、南で横七番町通、北で寿町と隣接する。元祝町から浮洲町へ抜ける120メートルほどの一方通行道路を中心とした市街地である。東端付近の丁字路から伸びる道は寿小路と呼ばれる。

## 歴史
付近の土地は信濃川の土砂堆積によって江戸時代に出来た低地であり

、江戸期初めには洲崎町と呼ばれた町の外れであった。享和元年（1801年）の絵図には、町の南方を走る熊谷小路（現在の横七番町通）に新洲崎町の名が見える。
宝暦10年（1760年）、長岡藩は寛保2年（1742年）に長岡から新潟に移転してきた願随寺（がんずいじ、元祝町）へ付近一帯の土地を与えた。願随寺は社領の一部を町人へ貸し出し、ここで祝町の原型が形成された。寺の土地に住む者は門前名子と呼ばれ、湊が近かったためか漁師等の船乗稼業を生業とする住人が多かった。
1879年（明治12年）から新潟区、1889年（明治22年）からは新潟市の一部となった。

### 年表
- 1879年（明治12年）4月9日 : 新潟町の区制移行により、新潟区の町丁となる。
- 1889年（明治22年）4月1日 : 新潟区の市制施行により新潟市の町丁となる。
- 2007年（平成19年）4月1日 : 新潟市の政令指定都市移行により、中央区の町丁となる。

## 世帯数と人口
2018年（平成30年）1月31日現在の世帯数と人口は以下の通りである。
| 町丁 | 世帯数 | 人口 |
| ---- | ------ | ---- |
| 祝町 | 42世帯 | 75人 |

## 小・中学校の学区
市立小・中学校に通う場合、学区は以下の通りとなる。
| 番地 | 小学校               | 中学校                 |
| ---- | -------------------- | ---------------------- |
| 全域 | 新潟市立日和山小学校 | 新潟市立新潟柳都中学校 |